# Carl Krebs (1889-1971)
 For alternative betydninger, se Carl Krebs. (Se også artikler, som begynder med Carl Krebs)
Carl Immanuel Krebs (født 11. februar 1889, død 15. maj 1971) var en dansk læge, forfatter, opdagelsesrejsende og vinder af en bronzemedalje i gymnastik under OL 1912 i Stockholm. Han var med på det danske hold som kom på andenpladsen i holdkonkurrencen i frit system efter Norge og Finland. Der var fem hold fra fem nationer med i konkurrencen på Stockholms Stadion. Der var mellem 16 og 40 deltagere på hvert hold.

## OL-medaljer
- 1912  Stockholm -  Bronze i gymnastik, holdkonkurrencen i frit system (Danmark)